# Ávila Huiruno
Ávila Huiruno ist eine Ortschaft und eine Parroquia rural („ländliches Kirchspiel“) im Kanton Loreto der ecuadorianischen Provinz Orellana.
Sitz der Verwaltung ist die Ortschaft Ávila Huiruno, etwa fünf Kilometer südwestlich des Kantonshauptortes Loreto, an der Fernstraße E20 gelegen. Die Parroquia besitzt eine Fläche von 326,49 km². Die Einwohnerzahl lag im Jahr 2010 bei 4331. Die Parroquia wurde am 6. November 1995 eingerichtet.

## Geographie

### Lage
Die Parroquia Ávila Huiruno liegt in der vorandinen Region am Westrand des Amazonasbeckens. Der Río Suno fließt entlang der nördlichen und nordöstlichen Verwaltungsgrenze in überwiegend südöstliche Richtung. Seine Zuflüsse Río Chacayacu, Río Huataracu und Río Pucuno begrenzen das Areal im Südwesten und im Süden. Im Westen reicht die Parroquia bis an die Ostflanke des Vulkans Sumaco.
Die Parroquia Ávila Huiruno grenzt im Südosten an die Parroquia Puerto Murialdo, im Süden an die Parroquia San José de Dahuano, im Südwesten an die Parroquia San Vicente de Huaticocha, im Nordwesten an die Parroquia San José de Payamino sowie im Nordosten an die Parroquia Loreto.

### Gliederung
In der Parroquia gibt es 29 Kommunen (cumunidades) und 2 Barrios. Zu diesen gehören Cepano, Ávila Mangacocha, Araque, Pusco Cocha, Makana Kucha, Selva Verde, Santa Rosa del Suno, 22 de Marzo, Cotona, Shashapa, San Bartolo, 25 de Abril, San Carlos de Cotona, Balcón Hermoso, Ishpano, Calmito Yaku, Mirador, Balino, Huiruno, Tormenta de la Selva, Huachiurco, Cabecera Parroquial, Macana Cocha, Pusco Cocha, Araque, Juan Montalvo und Triunfo.